# Pelvetia canaliculata
Pelvetia canaliculata je vrsta smeđe alge iz porodice Fucaceae. Živi na stjenovitim obalama Europe. Prije se navodila kao jedina je vrsta monotipskog roda Pelvetia., druga vrsta je Pelvetia calaliculata

## Izgled
Pelvetia raste do najviše veličine 15 centimetara. Raste u obliku gustih niti omotanih sluzavim omotačom koji ih štiti od isušivanja za vrijeme morskih mijena. Tamno-smeđe je boje. Pelvetia je hermafroditska alga. Reproduktivni organi nalaze se na kraju grana, te su natečeni. 

## Rasprostranjenost
Pelvetia canaliculata je udomaćena na atlantskim obalama Europe od Islanda do Španjolske, ukljućujući Norvešku, Irsku, Veliku Britaniju, Nizozemsku, Francusku i Portugal.

## Vanjske poveznice
- | Logotip Zajedničkog poslužitelja | Zajednički poslužitelj ima još gradiva o temi Pelvetia canaliculata |
- N. White. 2006. Channelled wrack, Pelvetia canaliculata. Marine Life Information Network for Britain and Ireland. Plymouth: Marine Biological Association of the United Kingdom. Inačica izvorne stranice arhivirana 7. veljače 2008. Pristupljeno 24. srpnja 2012.
- David W. Connor, James H. Allen, Neil Golding, Kerry L. Howell, Louise M. Lieberknecht, Kate O. Northern & Johnny B. Reker. 2004. LR.LLR.F.Pel: Pelvetia canaliculata on sheltered littoral fringe rock. The Marine Habitat Classification for Britain and Ireland Version 04.05. JNCC, Peterborough. ISBN 1-861-07561-8. Inačica izvorne stranice arhivirana 7. veljače 2012. Pristupljeno 24. srpnja 2012.CS1 održavanje: više imena: authors list (link)